# Репортаж

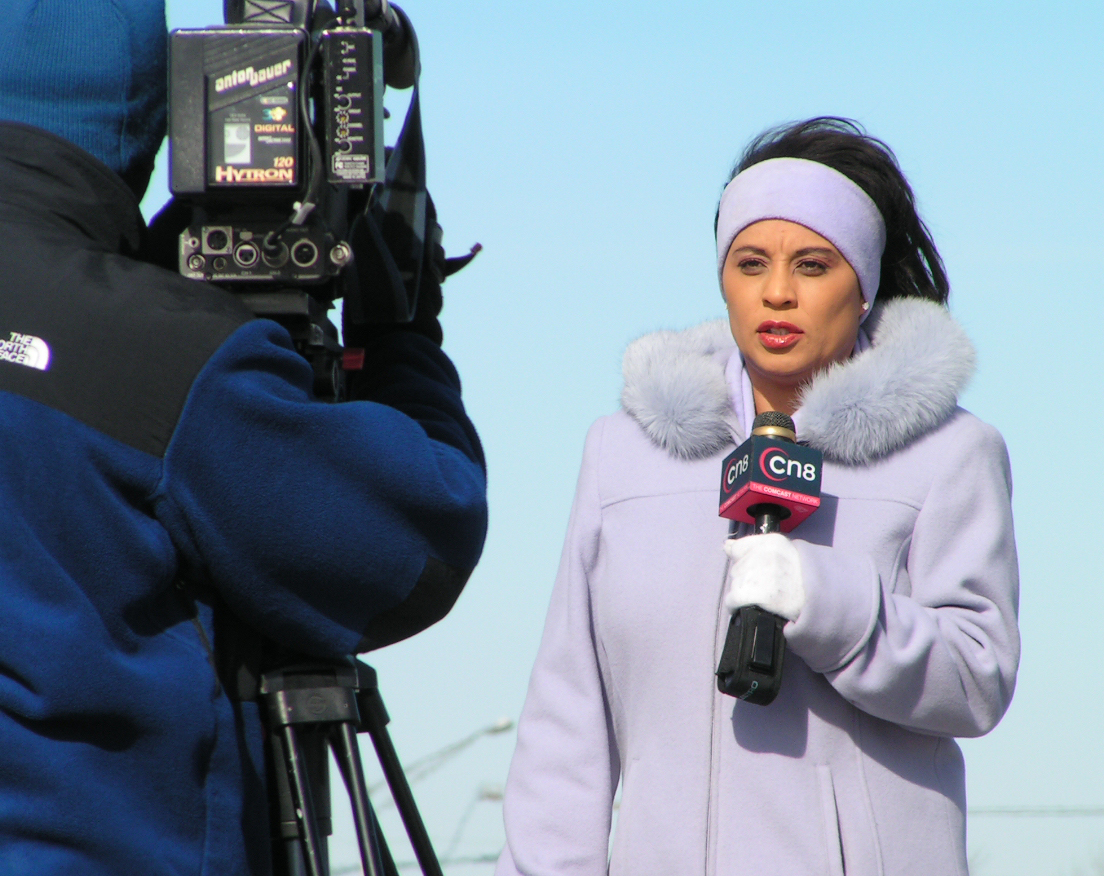
Телевизионный «стендап»

Репорта́ж — сообщение с места событий. 
Ранее репортаж один из литературных жанров. Также жанр журналистики, спецификой которого числят быстроту передачи информации. Кроме того, для этого жанра характерно беспристрастное (без оценок) освещение событий и подразумевается, что репортёр является очевидцем или участником описываемого события. Именно факт обязательного присутствия автора сюжета на месте действия есть существенное отличие репортажа от просто корреспонденции. Марина Леско считает, что в жанре репортажа выступил библейский Хам, рассказав с позиции очевидца о своём отце. Термин происходит от французского «reportage» и английского «report»: общий корень — латинский («reporto» — передавать). Репортажи обычно подразделяются на телевизионные и газетные, хотя на самом деле могут прозвучать по радио, быть опубликованы в журналах и/или интернет-изданиях.

## Телевидение
Телевизионный репортаж показывает зрителю событие. Описательную функцию в этом случае выполняет так называемый видеоряд. Это обстоятельство является определяющим в выборе сюжета, независимо от значимости информационного повода. Зрелищность и убедительность предлагаемой картинки — условия «смотрибельности» репортажа.
Он состоит из четырёх основных элементов:
- закадровый текст сообщения, написанный репортёром и/или редактором и записанный в студии;
- видеоряд — смонтированные фрагменты видеоизображения, отобранные из т. н. исходников (отснятого оператором материала);
- звуковой фрагмент или синхрон;
- шумы (интершум и люфт) — это звук, синхронный изображению, который звучит параллельно (интершум) или вместо (люфт — пауза) закадрового текста.

Ирвинг Фэнг подчёркивал значимость звуковых фрагментов:
Написать текст к видеосюжету — не значит просто должным образом соотнести слова и изображение. Авторы текста и видеоизображения должны уметь работать со звуком. Под этим подразумевается выбор лучшей из имеющихся цитат, той, которая содержит самую ценную информацию и передаёт её наиболее чётко и увлекательно.
Есть два варианта подготовки сюжета категории breaking news (экстренной новости):
- 1) Материал, подготовленный до выхода в эфир: автор мониторит ход событий из студии и при необходимости обновляет закадровый текст.
- 2) Прямая трансляция с места события: репортёр знает или вычисляет, что событие состоится во время выхода новостей в эфир. Тогда на место действия выезжает передвижная телевизионная станция (ПТС) и в эфир выдаётся прямое включение, у журналиста есть возможность эфирить стендап на фоне происходящего.

Стендапом на отечественном ТВ называют работу в кадре, как правило, на фоне описываемых событий. Стендапы подразделяются на три категории:
- начальный;
- «мостик» (переход от одного фрагмента к другому);
- финальный, когда журналист подводит резюме и представляет себя и съёмочную группу.

## Печатные СМИ
В журналистике всё начинается именно с репортажа: редактор готовит публикацию/сюжет после того, как репортёр «собрал урожай новостей».
Подчёркивается, что репортёры

обязаны распознавать новости, то есть такую информацию, которая будет интересна и полезна читателям, видеть факты, из которых может сложиться потенциальный материал, улавливать связи между разрозненными на первый взгляд данными, которые на самом деле есть части целого.

Например О. Генри работал в банке, редактируя одновременно местную газетку и занимаясь репортажем.
Материалы для репортажа:
- документы и записи;
- интервью;
- личные наблюдения.

Оперативность имеет ключевое значение, что генерирует высокий уровень конкурентной борьбы:

Только желание утереть друг другу нос двигало, к примеру, фотографами из агентств «Ассошиэйтед Пресс» и ЮПИ, когда им было поручено сфотографировать далай-ламу, покидавшего Тибет в 1959 году. Оба наняли по самолёту, организовали эстафеты мотоциклистов, чтобы доставить фотоснимки с китайской границы до ближайшего передатчика в Индии. Когда далай-лама показался в дверях самолёта, фотографы ринулись вперёд, сделали снимки и устремились к уже набиравшим обороты самолётам. После сумасшедшей гонки в воздухе и на земле победил корреспондент ЮПИ.

### Интервью
Интервьюер обязан убедиться, что интервьюируемый отдаёт себе отчёт, с кем именно он говорит:

С обычными информаторами проблем, как правило, не возникает. Они могут возникнуть при интервьюировании людей, которые редко (если вообще когда-либо) общаются с прессой.

Их следует уведомить, что информация будет опубликована.